# 舒曰敬
舒曰敬（？—？），號碣石，江西南昌府南昌縣人，明朝政治人物。

## 生平
萬曆十九年（1591年）辛卯科江西鄉試舉人。萬曆二十年（1592年），登壬辰科第三甲第五十四名進士，通政司觀政，六月授南直隸泰興縣知縣。二十一年降用，二十二年改徽州府儒學教授，二十四年升吉府紀善。

## 家族
曾祖舒叔錦；祖父舒鑾；父舒文感。